# La primera noche (película mexicana)
La primera noche es una película mexicana dirigida por Alejandro Gamboa, lanzada el 27 de marzo de 1998.

## Trama
En medio de una ciudad fascinante del nuevo siglo, un grupo de amigos de entre los 15 y 18 años viven las aventuras, decepciones y ansiedad de "La primera noche".
Bruno (Xavier Massimi) y su novia Mariana (Mariana Ávila) quieren que su "primera noche" sea perfecta, por lo que estudian el Kama Sutra para que así sea. En tanto, Cheriff (Guillermo Iván) y Rosita (Margarita Magaña) mantienen una relación de mutuos engaños, donde ambos traicionan a El Pachuco (Paul Choza), su mejor amigo y novio respectivamente. Por otro lado, El Gordo (Julio Casado) es un joven romántico y caballeroso que lucha por un amor que no le es correspondido.

## Personajes
- Mariana Ávila.... Mariana
- Xavier Massimi.... Bruno
- Margarita Magaña.... Rosita
- Guillermo Iván.... Cheriff
- Julio Casado.... Juan (Gordo)
- Osvaldo Benavides.... Sergio
- Amara Villafuerte.... Fanny
- Paul Choza.... Pachuco
- Audrey Vera.... Mónica
- Marta Aura.... mamá de Gordo
- Patricio Castillo.... don Nacho
- Adriana Barraza.... mamá de Bruno
- José Carlos Rodríguez.... papá de Bruno
- Judith Arciniega.... mamá de Sergio
- Homero Matturano.... papá de Sergio
- Bárbara Guillén.... mamá de Mariana
- Luis Cárdenas.... papá de Mariana
- Carlos Coronado.... Bulldog
- Said Jiménez.... Pedro
- Alonso Dorantes.... hermano de Pedro
- Miguel Santana.... Paquito
- Laila Saab.... chava en el cine
- Yadhira Carrillo.... la prima
- Moisés Iván.... chavo en el w.c.
- Martín Hernández.... amigo 1 de Bulldog
- Gustavo Pedroza.... amigo 2 de Bulldog
- Kuno Becker.... chavo golpeado
- Roberto Rojas.... jugador de billar
- Javier Carranza.... vampiro
- Fabiola Wade.... vampiresa
- Carla González.... víctima
- Berenice Camacho.... mujer golpeada
- Carlos Horcasitas.... hombre golpeado
- Florencio Almazán.... hombre que muere
- Mónica Cano.... amiga de Mónica
- Ángeles Yáñez.... mesera

## Premios y nominaciones[3]
Guadalajara Mexican Film Festival
- 1998: Premios FIPRESCI (Alejandro Gamboa). Ganador.

Premios Ariel
- 1999: Mejor Actriz (Mariana Ávila). Nominada.